# Khumiso Ikgopoleng
Khumiso Ikgopoleng est un boxeur botswanais né le 5 décembre 1979. 
Il a notamment participé aux Jeux olympiques d'été en 2004 et 2008 et remporté la médaille de bronze aux Jeux panafricains à Alger en 2007.

## Jeux d'Athènes en 2004
Ikgopoleng participe aux Jeux d'Athènes en 2004 et est même le porte-drapeau de son pays.
Engagé dans la catégorie poids plumes (-57 kg), il est exempté du premier tour mais s'incline en 16e de finale face au nigérien Muideen Ganiyu sur le score de 25 points à 16.

## Jeux de Pékin en 2008
Ikgopoleng participe également aux Jeux de Pékin en 2008 mais cette fois dans la catégorie poids coqs.
Il bat au premier tour l'australien Luke Boyd 18 points à 11 puis en 8e de finale le marocain Hicham Mesbahi par forfait avant de perdre 15 points à 2 en quart de finale face au futur médaillé d'or de la compétition, le mongole Enkhbatyn Badar-Uugan.